# Ismi-Chan-Moschee

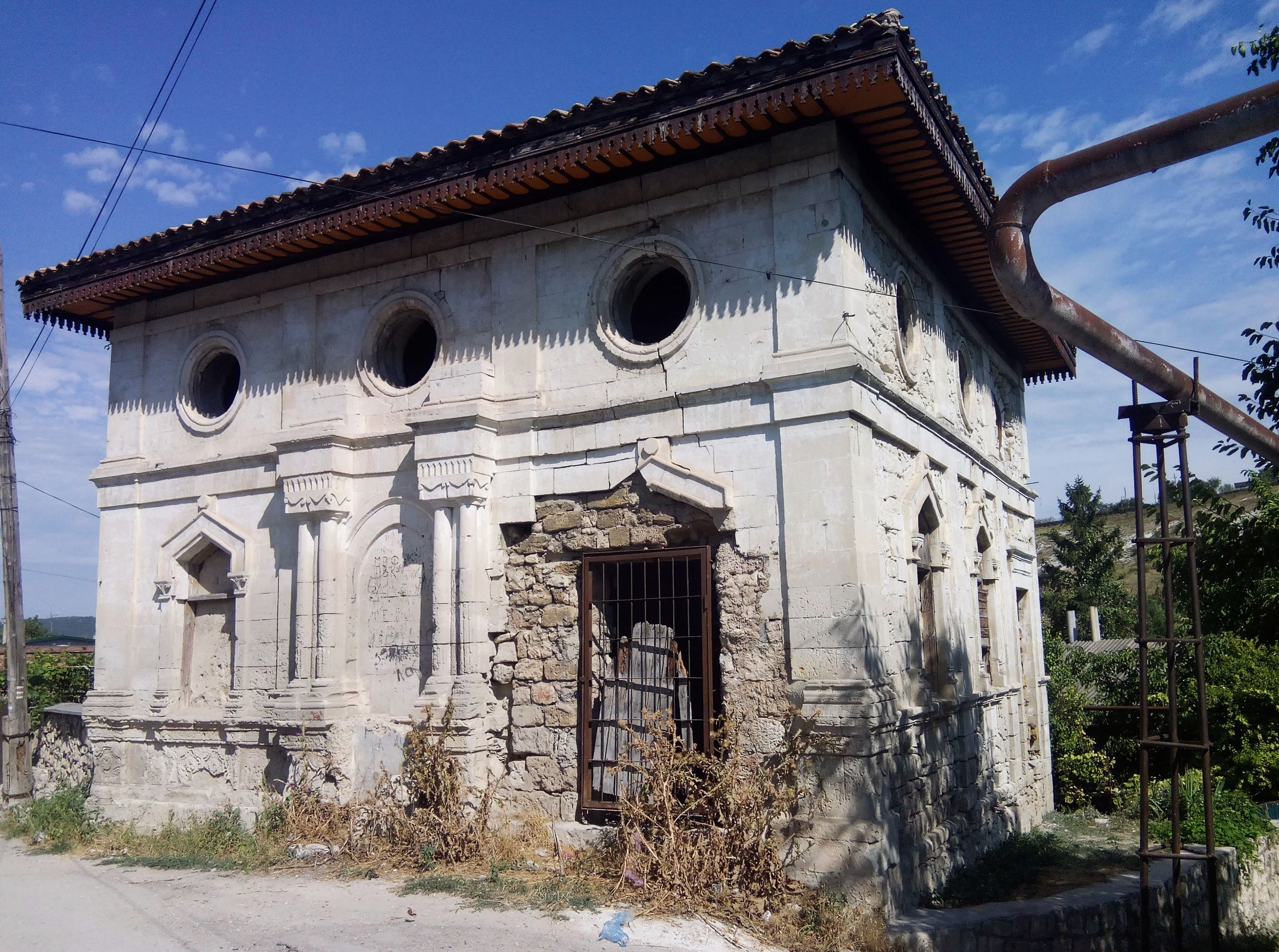
Die Moschee der Ismi Chan

Die Moschee der Ismi Chan (krimtatarisch İsmi Han Cami, ukrainisch Ісмі-Ха́н Ismi-Chan) ist eine sunnitische Moschee an der Sewastopolskaja-Straße 4 in der ukrainischen Stadt Bachtschyssaraj, die im Namen von Ismi Chan errichtet wurde, einer Nichte des Herrschers (Chan) des Krimchanats. Sie gilt als eines der ältesten Bauwerke der Halbinsel Krim und fällt durch ihre typisch europäischen Architekturelemente auf. Nach der Deportation der Krimtataren 1944 unter sowjetischer Herrschaft und deren Rückkehr in den 1990er Jahren steht die Moschee der Ismi Chan heute wieder den Gläubigen offen.
Die Moschee war vermutlich zwischen dem 16. und 18. Jahrhundert errichtet worden. Bei der Dekorierung des Äußeren wurden je nach Quelle barocke oder klassizistische Bautechniken angewandt. Die Moschee selbst hat einen rechteckigen Grundriss und ein Ziegeldach. Die unteren Fenster sind ebenso wie der Eingang mit angedeuteten Säulen verziert. Die Fenster der oberen Reihe (jeweils drei auf zwei Mauern) hingegen sind rund und haben innen ein Muster aus Holzschienen in Form eines Davidsterns. Die Moschee hat kein Minarett.
Für lange Zeit wurde die Moschee der Ismi Chan als Lagerhaus genutzt. Auf Beschluss Nr. 164 des Exekutivkomitees der Autonomen Sozialistischen Sowjetrepublik der Krim vom 15. April 1986 erhielt das Gebäude den Status eines Kulturerbes von lokaler Bedeutung. Eine zur Jahrtausendwende geplante Restaurierung der Moschee wurde nicht durchgeführt.